# Hydrostachys fimbriata
Hydrostachys fimbriata är en tvåhjärtbladig växtart som beskrevs av C. Cusset. Hydrostachys fimbriata ingår i släktet Hydrostachys och familjen Hydrostachyaceae. Inga underarter finns listade i Catalogue of Life.